# Susan J. Helms
Susan J. Helms, född 26 februari 1958 i Charlotte, North Carolina, är en amerikansk och astronaut och flygingenjör.
Helms var uttagen i astronautgrupp 13 den 17 januari 1990.
Hon och James S. Voss innehar världsrekordet i längsta enskilda rymdpromenad 8 timmar och 56 minuter. Promenaden gjordes den 11 mars 2001.

## Rymdfärder
| Färd         | Datum (UTC)              | Tid        | EVA      |
| ------------ | ------------------------ | ---------- | -------- |
| STS-54       | 13 - 19 januari 1993     | 143:38:19  | 0:00:00  |
| STS-64       | 10 - 20 september 1994   | 262:49:57  | 00:00:00 |
| STS-78       | 20 juni - 7 juli 1996    | 405:48:30  | 00:00:00 |
| STS-101      | 19 - 29 maj 2000         | 236:10:10  | 00:00:00 |
| Expedition 2 | 8 mars - 22 augusti 2001 | 4014:40:00 | 08:56:00 |
| Totalt       | Totalt                   | 5063:06:00 | 8:56:00  |